# Жаміру Монтейру
Жаміру Грегорі Монтейру Алваренга або просто Жаміру Монтейру (нід. Jamiro Gregory Monteiro Alvarenga / Jamiro Monteiro / порт. Jamiro Gregory Monteiro Alvarenga / Jamiro Monteiro; нар. 23 листопада 1993, Роттердам, Нідерланди) — нідерландський та кабовердійський футболіст, півзахисник американського клубу «Філадельфія Юніон» та національної збірної Кабо-Верде.

## Клубна кар'єра
Народився та виріс в нідерландському місті Роттердам в родині вихідців з Кабо-Верде. На дитячо-юнацькому рівні виступав за «Спарту» (Роттердам). У 20-річному віці невисокий, але майстерний, Жаміру перейшов до «Дордрехта» (U-21). На молодіжному рівні виступав також за німецькі клуби «Ганза» та «Анкер» (Вісмар), а також нідерландський «Камбюр». Починаючи з сезону 2015/16 років переведений до першої команди «Камбюра». 19 вересня 2015 року дебютував за вище вказаний клуб в нічийному (0:0) домашньому поєдинку проти «Твенте», в якій на 61-й хвилині вийшов замість Джека Бірна. Свій перший гол за «Камбюр» відзначився 20 грудня 2015 року у переможному (1:4) поєдинку проти «Ексельсіора». У травні 2016 року вилетів з «Камбюром» з Ередивізі.
25 січня 2017 року Монтейру реалізував останній удар у серії післяматчевих пенальті у чвертьфіналі Кубку Нідерландів 2016/17 проти «Утрехта». Таким чином, «Камбюр» вперше в історії клубу вийшов у півфінал Кубку Нідерландів. У березні 2017 року Монтейру нагороджений «Бронзовим биком» після того, як тренери, капітани та вболівальники клубів Еерстедивізі визнали найкращим гравцем третьої декади сезону 2016/17 років.
У червні 2017 року підписав контракт до середини 2020 року з «Гераклес» (Алмело), десятою командою в Ередивізі в попередньому сезоні. При цьому контракт містив опцію продовження ще на один сезон. Проте в «Гераклесі» затримався лише на один сезон, незважаючи на те, що в команді був основним гравцем. 28 липня 2018 року підписав 3-річний контракт з «Мецом», який в попередньому сезоні вилетів до Ліги 2. Зі своїм клубом за підсумками сезону 2018/19 років вийшов у Лігу 1, але сам зрідка виходив на поле.
У середині 2019 року відданий в оренду до кінця року «Філадельфію Юніон» (з можливістю продовження оренди та викупу контракту), яка грає у Major League Soccer. Завдяки вдалій грі кабовердійця американці вирішили продовжити оренду на сезон 2019 року. Монтейру завершив свій перший сезон у MLS, провів 26 матчів, 22 з яких — у стартовому складі. Відзначився чотирьма м'ячами та зробив дев'ять результативних передач, що в кінцевому підсумку допомогло «Юніон» здобути першу перемогу в плей-оф. 10 січня 2020 року, всупереч повідомленням про повернення в «Мец», «Філадельфія» викупила його контракт за 2 мільйони доларів. Підписав з клубом 3-річний контрак як призначений гравець. Монтейру завершив сезон 2020 року з чотирма голами та чотирма результативними передачами, допоміг «Юніон» виграти пер перший великий трофей, Щит вболівальників 2020 року.

## Кар'єра в збірній
Жаміру викликав головний тренер збірної Кабо-Верде Фелісберто Кардозу на матч кваліфікації Кубку африканських націй проти Марокко 26 березня 2016 року. Дебютував за збірну Кабо-Верде в програному (0:2) поєдинку проти Марокко, в якому вийшов на заміну на останні хвилини. 7 жовтня 2021 року відзначився голом за національну збірну в нічийному поєдинку другого раунду кваліфікації Чемпіонату світу 2022 року проти Ліберії.

## Статистика виступів

### Клубна
Станом на 28 серпня 2018.
| Сезон                          | Команда                        | Чемпіонат                      | Чемпіонат | Чемпіонат | Нац. кубок | Нац. кубок | Нац. кубок | Конт. кубок | Конт. кубок | Конт. кубок | Інші кубки | Інші кубки | Інші кубки | Загалом | Загалом | Загалом |
| Сезон                          | Команда                        | Змаг                           | Матчі     | Голи      | Змаг       | Матчі      | Голи       | Змаг        | Матчі       | Голи        | Змаг       | Матчі      | Голи       | Матчі   | Голи    |         |
| ------------------------------ | ------------------------------ | ------------------------------ | --------- | --------- | ---------- | ---------- | ---------- | ----------- | ----------- | ----------- | ---------- | ---------- | ---------- | ------- | ------- | ------- |
| жов. 2015-2016                 | «Камбюр»                       | Е                              | 20        | 2         | КН         | 0          | 0          | -           | -           | -           | -          | -          | -          | 20      | 2       |         |
| 2016-2017                      | «Камбюр»                       | ЕД                             | 36+2      | 4         | КН         | 5          | 2          | -           | -           | -           | -          | -          | -          | 43      | 6       |         |
| Загалом за «Камбюр»            | Загалом за «Камбюр»            | Загалом за «Камбюр»            | 56+2      | 6         |            | 5          | 2          |             | -           | -           |            | -          | -          | 63      | 8       |         |
| 2017-2018                      | «Гераклес» (Алмело)            | Е                              | 34        | 4         | КН         | 3          | 1          | -           | -           | -           | -          | -          | -          | 37      | 5       |         |
| 2018-2019                      | «Мец»                          | Л2                             | 3         | 0         | КФ+КФЛ     | 0+3        | 0          | -           | -           | -           | -          | -          | -          | 6       | 0       |         |
| 2019                           | «Філадельфія Юніон»            | MLS                            | 28        | 4         | USOC       | 1          | 0          |             | -           | -           |            | -          | -          | 29      | 4       |         |
| 2020                           | «Філадельфія Юніон»            | MLS                            | 20+6      | 5+1       |            | -          | -          |             | -           | -           |            | -          | -          | 26      | 4       |         |
| 2021                           | «Філадельфія Юніон»            | MLS                            | 29        | 2         |            | -          | -          | ЛЧК         | 5           | 2           |            | -          | -          | 34      | 4       |         |
| Загалом за «Філадельфію Юніон» | Загалом за «Філадельфію Юніон» | Загалом за «Філадельфію Юніон» | 83        | 10        |            | 1          | 0          |             | 5           | 2           |            | -          | -          | 89      | 12      |         |
| Усього за кар'єру              | Усього за кар'єру              | Усього за кар'єру              | 178       | 20        |            | 12         | 3          |             | 5           | 2           |            | -          | -          | 195     | 25      |         |

### У збірній

#### По роках
Станом на 12 листопада 2020
| Національна збірна | Рік     | Матчі | Голи |
| ------------------ | ------- | ----- | ---- |
| Кабо-Верде         | 2016    | 3     | 0    |
| Кабо-Верде         | 2017    | 2     | 0    |
| Кабо-Верде         | 2018    | 0     | 0    |
| Кабо-Верде         | 2019    | 1     | 0    |
| Кабо-Верде         | 2020    | 2     | 0    |
| Кабо-Верде         | 2021    | 3     | 1    |
| Загалом            | Загалом | 11    | 1    |

#### По матчах
| Дата      | Місто | Господарі  | Результат | Гості        | Турнір                                    | Голи | Примітки |
| --------- | ----- | ---------- | --------- | ------------ | ----------------------------------------- | ---- | -------- |
| 9-1-2022  | Яунде | Ефіопія    | 0 – 1     | Кабо-Верде   | Кубок африканських націй 2021 - 1-й раунд | -    | 76'      |
| 13-1-2022 | Яунде | Кабо-Верде | 0 – 1     | Буркіна-Фасо | Кубок африканських націй 2021 - 1-й раунд | -    |          |
| Усього    |       | Матчів     | 2         |              | Голів                                     | 0    |          |

#### По забитих м'ячах
Рахунок та результат збірної Кабо-Верде в таблиці подано на першому місці.
| №  | Дата          | Місце                                 | Суперник | Рахунок | Результат | Змагання                           |
| -- | ------------- | ------------------------------------- | -------- | ------- | --------- | ---------------------------------- |
| 1. | 7 жовтня 2021 | Спортивний стадіон Аккри, Аккра, Гана | Ліберія  | 1–1     | 2–1       | кваліфікація чемпіонату світу 2022 |

## Досягнення

### Клубні
«Мец»
- Ліга 2
  -  Чемпіон (1): 2018/19

«Філадельфія Юніон»
- Supporters' Shield
  -  Володар (1): 2020

### Індивідуальні
- Команда сезону Ліги чемпіонів КОНКАКАФ: (1): 2021